# Tamecka Dixon
Tamecka Michelle Dixon (ur. 14 grudnia 1975 w Linden) – amerykańska koszykarka, występująca na pozycji rzucającej, reprezentantka kraju, mistrzyni świata z 2002, WNBA z 2001 i 2002.
W 1993 wystąpiła w meczu gwiazd amerykańskich szkół średnich – WBCA High School All-America Game, została też zaliczona do I składu WNCA All-American.
W 1999 jako zawodniczka kadry USA wzięła udział w trasie po Europie, podczas której reprezentantki Stanów Zjednoczonych rywalizowały z SCP Ruzomberok (Słowacja), US Valenciennes Orchies (Francja), Ferencvarosi Torna Club (Węgry), PVSK (Węgry).

## Osiągnięcia
Na podstawie, o ile nie zaznaczono inaczej.
NCAA
- Uczestniczka rozgrywek:
  - Sweet Sixteen turnieju NCAA (1996)
  - II rundy turnieju NCAA (1994, 1996, 1997)
  - turnieju NCAA (1994–1997)
- Mistrzyni sezonu regularnego konferencji Big 12 (1996, 1997)
- Zawodniczka roku konferencji:
  - Big 12 (1997)
  - Big 8 (1996)
- Zaliczona do:
  - I składu:
    - Kodak All-American (1997)
    - Big 8 (1996)
    - Big 12 (1997)

  - Galerii Sław Sportu stanu Kansas (2016)

WNBA
- Mistrzyni WNBA (2001, 2002)
- Wicemistrzyni WNBA (2003, 2009)
- Uczestniczka meczu gwiazd WNBA (2001–2003)
- Zaliczona do II składu WNBA (2001)
- jedna z kandydatek do WNBA All-Decade Team

Inne drużynowe
- Wicemistrzyni Rosji (2004)
- Uczestniczka rozgrywek Euroligi (2000/2001, 2003/2004)

Reprezentacja
- Mistrzyni:
  - Mistrzyni świata (2002)[4]
  - turnieju Opals World Challenge (2002)[5]